# Lucien Leduc
Lucien Leduc (Le Portel, 30 dicembre 1918 – Annecy, 16 luglio 2004) è stato un allenatore di calcio e calciatore francese, di ruolo centrocampista.
È stato il primo calciatore di nazionalità francese a giocare in Serie A.

## Palmarès

### Giocatore

#### Competizioni nazionali
- Campionato francese: 1

Roubaix-Tourcoing: 1946-1947
- Coppa di Francia: 1

RC Paris: 1948-1949

### Allenatore
- Campionato francese: 5

Monaco: 1960-1961, 1962-1963, 1977-1978
Olympique Marsiglia: 1970-1971, 1971-1972
- Campionato francese di seconda divisione: 1

Monaco: 1977-1978
- Coppa di Francia: 2

Monaco: 1959-1960, 1962-1963
- Supercoppa francese: 2

Monaco: 1961
Olympique Marsiglia: 1971